# Tyagaraja

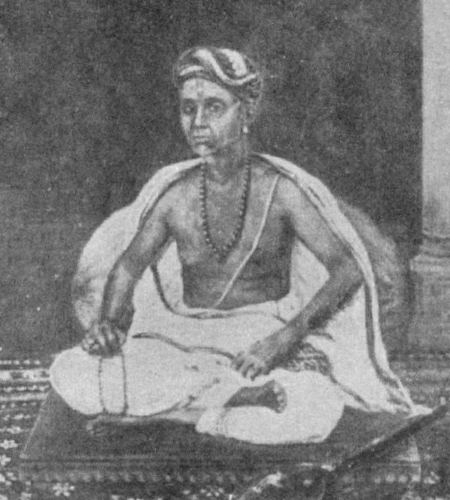
Tyagaraja

Tyāgarāja, Telugu: శ్రీ త్యాగరాజ స్వామి (1767 - 1847) was een componist van Carnatische muziek, die samen met zijn tijdgenoten Muthuswami Dikshitar en Syama Sastri de drie-eenheid vormt van de gouden eeuw van Carnatische muziek (circa 1800 tot 1900). Hij droeg in hoge mate bij in de ontwikkeling van de Carnatische muziek. Tyagaraja componeerde honderden liederen, de meeste ter ere van de Rama.
De composities zijn erg populair tot op vandaag. Vijf van zijn composities worden de 'vijf juwelen' (pancharatna kritis) genoemd. Deze vijf worden vaak gezongen op festivals ter ere van Tyagaraja.
De pancharatna kritis: 1.Jagadananda Karaka - Raga Nata 2.Dudukugala - Raga Gaula 3.Sadhinchene - Raga Arabhi 4.Kanakana Ruchira - Raga Varali 5.Endaro Mahanubhavulu - Raga Sri.

## Leven
Tyagaraja werd geboren in Thiruvarur in het district Thanjavur van Tamil Nadu op 4 mei 1767 als zoon van Kakarla Ramabrahmam en zijn vrouw Seethamma.
Tyagaraja trouwde op jonge leeftijd met Parvatamma die kort daarop overleed. Later huwde Tyagaraja Kamalamba. Uit dit huwelijk kwam dochter Seethalakshmi. Tyagaraja overleed 6 januari 1847.

## Muzikale carrière
Tyagaraja startte zijn training in de muziek bij Sonti Venkataramanayya. Op achtjarige leeftijd componeerde hij 'Namo Namo Raghavaya Anisham' in raga Desikathodi.
Er zijn bijna 600 composities van Tyagaraja bekend. Daarnaast componeerde hij twee muziekspelen in Telugu: 'Prahalada Bhakti Vijayam' en 'Nauca Charitam'.
De teksten van zijn composities zijn een van de beste en mooiste literaire uitingen in de Telugutaal.
Tyagaraja Aaradhana is het muziekfestival dat elk jaar, een week lang, wordt gehouden in de maanden januari en februari in Thiruvaiyaru.